# Albrecht I. von Werdenberg-Heiligenberg
Graf Albrecht I. von Werdenberg-Heiligenberg († um 1365) war ein über die Grafen von Montfort von den Pfalzgrafen von Tübingen abstammender Graf.

## Leben und Wirken
Graf Albrecht I. war der jüngste Sohn von elf Kindern des Hugo II. von Werdenberg-Heiligenberg und der Eufemia von Ortenburg sowie Urenkel Rudolfs I. von Montfort-Werdenberg († 1243). Durch seine enge Verbindung mit dem Herzog und König Albrecht I. fühlte sich sein Vater, Hugo II., wohl veranlasst, dem jüngsten seiner drei Söhne den Namen Albrecht zu geben, und ebendieser hat sich besonders hervorgetan.
Albrecht I. erscheint zuerst als Zeuge in einer Urkunde vom 25. August 1308. Wie sein älterer Bruder und seine Sargansischen Vettern trat Albrecht, den Gepflogenheiten seines Hauses folgend, zunächst in Dienstverhältnisse zu den österreichischen Herzogen und ergriff die Partei Friedrichs des Schönen. Nachher aber wusste er sich in seiner langen Laufbahn mit Ludwig dem Bayern und Karl IV. nicht weniger gut zu stellen. Von König und Kaiser Ludwig ist er zum Reichslandvogt um den Bodensee und zum Reichsvogt der Länder Uri, Schwiz und Unterwalden ernannt worden (1327 und 1331 urkundet Albrecht unter diesen Titeln), und König Karl IV. ernannte ihn 1348 zum capitaneus et defensor episcopi Tridentini. Nach Johannes von Winterthur sei Albrecht auch mehrmals mit König Johann von Böhmen gegen die Heiden gezogen, habe sich dabei durch ganz besondere Tapferkeit ausgezeichnet, von diesen Zügen eine vornehme, junge Heidin mit nach Hause gebracht und im Frauenkloster zu Bludenz versorgt.
Deutet die Teilnahme an solchen Fahrten auf eine Lust an Abenteuern, so zeugt die Art und Weise, wie Albrecht seine hohen Verbindungen zur Erweiterung und Abrundung seiner Herrschaft zu benutzen wusste, von kluger Berechnung und politischem Verständnis. Unverkennbar tritt doch daraus sein Plan hervor, im Anschluss an die schon früher als Pfand vom Reiche an das Haus Werdenberg gelangte Burg und Stadt Rheineck vor allem eine gesicherte, feste Stellung zwischen den Grafen von Montfort und dem Abte von St. Gallen, seinen mächtigsten und gefährlichsten Nachbarn und Rivalen, und zugleich eine bessere und gesichertere Verbindung seiner Stammlande im oberen Rheintal mit der Herrschaft Heiligenberg zu gewinnen. 1344 ließ er sich „für den Dienst und Schaden, den er in Baiern genommen“, die Reichsvogtei über den größten Teil des späteren Appenzellerlandes und die nächsten Umgebungen des Klosters St. Gallen um 600 Mark Silber verpfänden.
Abt Hermann beeilte sich, die drohende Gefahr, in werdenbergische Abhängigkeit zu geraten, durch Bezahlung der Pfandsumme an Albrecht zu beseitigen und sich selbst für Dienstverpflichtungen, die er dem Kaiser gegenüber einging, 600 Mark auf die Vogtei schlagen zu lassen (1345). Im Jahr 1347 gelang es Albrecht aber, die Reichsvogtei Rheintal mit der Stadt Altstätten und dem schönen Kehlhof-Tal mit dem dazu gehörigen Gericht, unmittelbar bei Rheineck, als Pfandschaften an sich zu bringen, für die keine baldige Rücklösung zu befürchten war. Diese Erwerbungen müssen dem Hause Montfort umso unangenehmer gewesen sein, als ihnen schon 1330 diejenige der in seinem Rücken gelegenen alten Grafschaft im Allgäu, jetzt zum Eglof genannt, vorausgegangen war. Es ist wahrscheinlich, dass auch die Erwerbung der oberhalb an Werdenberg angrenzenden Herrschaft Wartau mit der stattlichen Burg Wartau auf Albrecht zurückgeht, der damit den Sarganser Grafen näher auf den Leib rückte und auch seine Stellung gegen diese stärkte. Dagegen veräußerte er seinen im Machtbereich der Toggenburger gelegenen Besitz, der die Gefahr von Konflikten mit dem tatkräftigen Geschlecht in sich barg und bei seiner ausgesetzten Lage in einem solchen Fall kaum haltbar gewesen wäre.
So schien das Haus Werdenberg-Heiligenberg um die Mitte des 14. Jahrhunderts mächtiger als je dazustehen, umso fester, als seit dem Jahre 1334 Albrecht I. der Einzige seines Stammes war und dessen ganze Gewalt in seiner Hand vereinigte. Da mochte es wohl ohne ernstliche Gefährdung gelegentlich größeres und kleineres Missgeschick bei den vielfältigen Zerwürfnissen leiden, in die der unruhige Mann der Reihe nach mit fast allen Nachbarn seiner vielgestaltigen Gebiete geriet.
Aber noch in den letzten Jahren Albrechts I. bereitete sich die entscheidende Wendung in dem Geschick des Hauses vor. Im Anschluss an Habsburg-Österreich war es emporgekommen; durch den Gegensatz zu Habsburg-Österreich sollte es untergehen.
Im November 1355 kam es zu einem ersten heftigen Streit mit Herzog Albrecht II. von Österreich, weil sich Graf Albrecht von Werdenberg-Heiligenberg dem Bischof von Konstanz gegen den Herzog angeschlossen hatte. Heiligenberg wurde von dem österreichischen Vogt hart bedrängt und der Vorhof des Schlosses eingenommen. Doch söhnten sich die Gegner im Januar 1356 wieder aus – wahrscheinlich durch Vermittlung des Kaisers –, und dieser erste Zusammenstoß mit Österreich konnte als eine rasche und ohne weitere Folgen vorübergehende Fehde betrachtet werden, wie sie damals alltäglich war. Schon bedenklicher war es, als Albrecht im Januar 1360 mit den Grafen von Montfort-Feldkirch in offenen Krieg über das Erbe der am 29. März 1359 im Mannesstamm ausgestorbenen Linie Montfort-Tosters geriet. Dabei stellten sich Graf Rudolf III. von Feldkirch und seine Söhne unter den Schutz des weitsichtigen Herzogs Rudolf IV. von Österreich, um sich vor der Rache der Werdenberger für den Überfall der linksrheinischen Gebiete und deren Verwüstung zu sichern. Mit allen ihren Festen, Leuten und Gütern verpflichteten sie sich dem Herzog zu Dienst und Gehorsam, wogegen dieser seinen Landvogt in Schwaben und Elsass anwies, sie gegen Albrecht I. von Werdenberg-Heiligenberg und seinen Sohn Albrecht II. von Werdenberg-Heiligenberg zu schirmen und die zwei Grafen zur Herausgabe der zu ihren Handen genommenen zwei Töchter und Güter des letzten Grafen von Montfort-Tosters zu zwingen.
Dazu kam es aber nicht. Eine österreichische Heeresmacht erschien nicht in diesen obern Landen, und ein glücklicher Handstreich des jungen Albrecht II., des einzigen Sohnes Albrechts I., führte zu einem glücklichen Ausgang des erbitterten Kampfes für die Werdenberger. Es gelang Albrecht II. im Juli 1361, den Grafen Rudolf von Montfort-Feldkirch mit seinem ältesten Sohn Ulrich auf dem Bodensee aufzufangen, als sie von Arbon nach Lindau fahren wollten. Um die Freiheit wieder zu erhalten, mussten sie sich zu einem Frieden herbeilassen, in dem die Werdenberger alles Verlorene zurück erhielten und ihre Ansprüche an das Erbe von Tosters behaupteten. So konnte Albrecht I. seine Tage in Ruhe beschließen; aber die werdenbergische Herrschaft war durch den Montforter Krieg doch heftig erschüttert und geschwächt, die Grafen in große Geldnöte und Prozesse verwickelt, und die eingeleitete enge Verbindung der ihnen nun erst recht feindlich gesinnten Montforter mit Österreich gewann umso bedrohlichere Gestalt, als dieses so gewaltig herangewachsene und um sich greifende Haus nicht bloß im Jahr 1363 das Hinterland der vorarlbergischen Landschaften, Tirol, an sich brachte, sondern zwei Jahre später (8. April 1365) durch den Ankauf der ansehnlichen Feste Neuburg bei Koblach mitten in dem bisher unbestrittenen Machtbereich des ursprünglichen Hauses Montfort-Werdenberg festen Fuß fasste.
Um diese Zeit muss Albrecht I. gestorben sein. Am 16. Mai 1364 wird er zum letzten Mal in einer Urkunde Karls IV. erwähnt, durch welche der Kaiser den Grafen Albrecht I., seinen Sohn Albrecht II. und dessen ältesten Sohn Hugo IV. aller Achtsprüche enthebt, die gegen sie auf irgendeinem Landgericht ergangen seien und die Kläger, welche diese Achtsprüche ausgewirkt haben, an das kaiserliche Hofgericht verweist.

## Familie
Albrecht I. war mit Katharina von Kiburg verheiratet und hatte mit ihr folgende drei Kinder:
- Albrecht II, Graf von Werdenberg-Heiligenberg (* um 1345) ⚭ (1) Mechthild von Montfort-Tettnang ⚭ (2) Agnes von Hohenzollern-Nürnberg
- Hartmann von Werdenberg (* 1338)
- Rudolf von Werdenberg (* 1338)

Von den Urenkeln Albrechts I. ist vor allem einer bemerkenswert: Rudolf II. von Werdenberg-Rheineck (* um 1370; † um 1420), weil er sich in seiner Bedrängnis vorübergehend den Appenzellern in ihrem Kampf gegen Herzog Friedrich IV. von Tirol und den Adel ringsum angeschlossen hat und deswegen sehr unverdientermaßen zu einem über Standesvorurteile erhabenen Freiheitshelden erklärt wurde.